# Overoth
Overoth est un hameau de la commune francophone belge de Baelen, situé en Région wallonne dans la province de Liège.
Avant la fusion des communes en 1977, Overoth faisait déjà partie de la commune de Baelen.

## Situation
Overoth s'étend le long d'une petite route de campagne se raccordant à la route nationale 61 à mi-chemin entre Baelen situé à l'ouest et Eupen à l'est. Le hameau possède quelques fermes toujours en activité. Aucun édifice religieux n'est recensé dans le hameau. L'altitude y avoisine les 280 m.
Au sud du hameau, se trouve la source du Breyenborn.